# Heinrich IX. (Bayern)

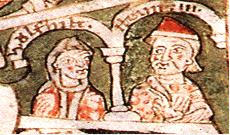
Heinrich mit Wulfhild in der Historia Welforum (12. Jahrhundert)

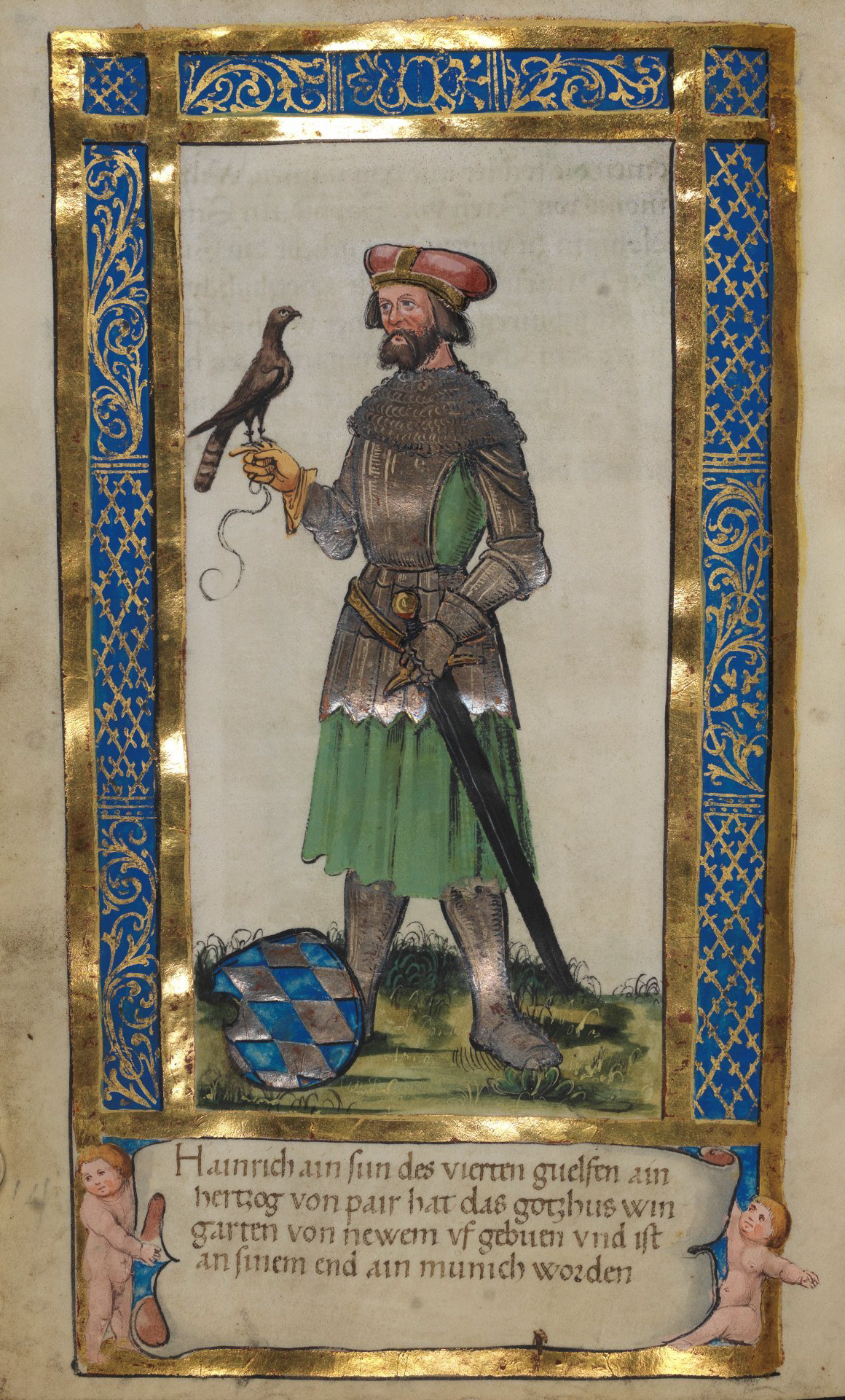
Heinrich im Weingartener Stiftungsbüchlein (um 1510)

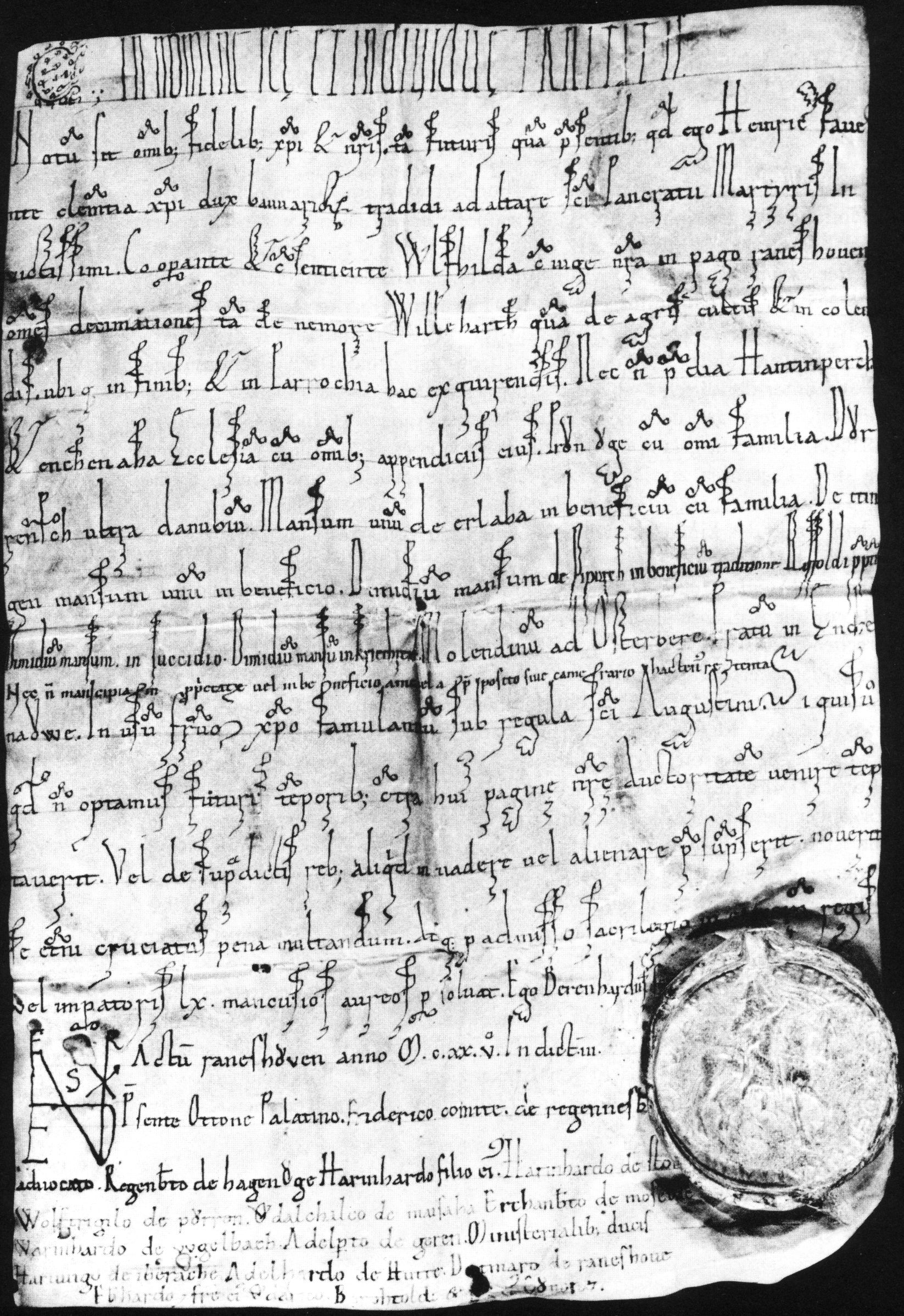
Urkunde Heinrichs für das Augustinerchorherrenstift Ranshofen, ausgestellt am 30. Juli 1125. München, Bayerisches Hauptstaatsarchiv, KU Ranshofen 2

Heinrich der Schwarze (* 1075; † 13. Dezember 1126 in Ravensburg), auch Heinrich der Welf, war Herzog von Bayern (nach moderner Zählung als Heinrich IX.). Er entstammte der Familie der Welfen, sein Vater war Welf IV. Nachdem sein Bruder Welf V. ohne Nachkommen gestorben war, trat er 1120 dessen Nachfolge im Herzogtum Bayern an.

## Familie
Zwischen 1095 und 1100 heirateten Heinrich und Wulfhild, die Tochter des letzten Sachsenherzogs Magnus aus dem Hause der Billunger. Aus der Ehe gingen sieben Kinder hervor: 
- Heinrich der Stolze († 1139) ⚭1127 Gertrud von Sachsen
- Konrad
- Judith († 1130/31) ⚭ um 1119/1120 Herzog Friedrich II. von Schwaben, Mutter von Kaiser Friedrich I. Barbarossa,
- Sofie ⚭ (I) Berthold III. von Zähringen ⚭ (II) Leopold I. (Steiermark) († um 1145),
- Mathilde († 16. März 1183) ⚭ ab 1129 mit Gebhard III. von Sulzbach († 1188),[1]
- Welf VI. († 1191) ⚭ Uta von Schauenburg († um 1197)
- Wulfhild († nach 1160) ⚭ Graf Rudolf von Bregenz (einzige Tochter: Elisabeth von Bregenz, Erbtochter der Grafen von Bregenz. Heiratete 1158 Hugo II., Pfalzgraf von Tübingen).

## Politik
Beim Tode seines Schwiegervaters Magnus Billung († 1106) erhoffte er sich die Übernahme des Herzogtums Sachsen. Doch diese Machtkonstellation traf auf den Widerstand des neuen Königs Heinrich V., der überraschend Mitte des Jahres 1106 den Grafen Lothar von Süpplinburg (den späteren König Lothar III.) als Herzog in Sachsen einsetzte.
1122 nahm Heinrich IX. an der Reichsversammlung in Worms teil, die das später so genannte Wormser Konkordat aushandelte. In dieser Urkunde erscheint er in der Zeugenliste.
Eine besondere Rolle spielte Heinrich der Schwarze bei der Königswahl 1125. Zunächst scheint er die Kandidatur seines Schwiegersohnes Friedrich II. von Schwaben gefördert zu haben. Im Verlauf der Diskussionen über den geeigneten Kandidaten änderte er jedoch seine Meinung und trat schließlich für Herzog Lothar von Sachsen ein, der dadurch als Lothar III. zum römisch-deutschen König gewählt wurde. Lothar hatte versprochen, seine Tochter Gertrud Heinrichs Sohn Heinrich (dem Stolzen) zur Frau zu geben. 1127 wurde diese Ehe geschlossen, obwohl Gertrud zu diesem Zeitpunkt erst 12 Jahre alt war.
Nach Lothars Wahl riefen im Dezember 1125 bayerische, fränkische und schwäbische Anhänger den Staufer Konrad zum Gegenkönig aus. Heinrich der Schwarze trat als Laienmönch in das Kloster Weingarten ein – vielleicht, um nicht gegen seinen Schwiegersohn zu Felde ziehen zu müssen. Dort starb er 1126.
Sein Beiname „der Schwarze“ ist erst seit dem 13. Jahrhundert bezeugt. In den diversen Darstellungen der sächsischen Stammreihen wird er aufgrund seiner Herkunft von den Welfen und zur Abgrenzung von Heinrich dem Löwen jedoch spätestens seit dem 16. Jahrhundert als Heinrich der Welf geführt.